# Nadsat
Nadsat é um vocabulário criado por Anthony Burgess para os diálogos dos delinquentes em Laranja Mecânica.
Seu vocabulário é baseado na língua russa e no cockney, o linguajar da classe operária britânica. Sua inspiração para a criação do nadsat veio das gírias dos Mods e dos Rockers, duas tribos urbanas rivais da Inglaterra.
Como pode-se ver, o nadsat não é um idioma, mas sim um conjuntos de gírias para ser anexado aos idiomas. Pode ser considerado uma anti-língua.